# Futebolista sul-americano do ano 2017
O prêmio de Futebolista sul-americano do ano de 2017, chamado de Rei da América,  foi organizado pelo jornal uruguaio El País. O brasileiro Luan, do Grêmio, sagrou-se vencedor com 49,46% dos votos.

## Os três finalistas
| Posição | Jogador        | Nacionalidade | Clube    | % dos votos       |
| ------- | -------------- | ------------- | -------- | ----------------- |
| 1°      | Luan           | Brasil        | Grêmio   | 49,46 (182 votos) |
| 2°      | Paolo Guerrero | Peru          | Flamengo | 17,66 (65 votos)  |
| 3°      | Arthur         | Brasil        | Grêmio   | 12,50 (46 votos)  |

## Seleção do ano
| Setor      | Jogador            | Nacionalidade | Clube         |
| ---------- | ------------------ | ------------- | ------------- |
| Goleiro    | Marcelo Grohe      | Brasil        | Grêmio        |
| Defesa     | José Gómez         | Argentina     | Lanús         |
| Defesa     | Pedro Geromel      | Brasil        | Grêmio        |
| Defesa     | Diego Braghieri    | Argentina     | Lanús         |
| Defesa     | Nicolás Tagliafico | Argentina     | Independiente |
| Meio-campo | Arthur             | Brasil        | Grêmio        |
| Meio-campo | Lautaro Acosta     | Argentina     | Lanús         |
| Meio-campo | Ezequiel Barco     | Argentina     | Independiente |
| Atacante   | José Sand          | Argentina     | Lanús         |
| Atacante   | Luan               | Brasil        | Grêmio        |
| Atacante   | Paolo Guerrero     | Peru          | Flamengo      |